# Leptosolena
Genre
Classification APG III (2009)
Leptosolena est un genre monospécifique pour le moment de plantes à fleurs de la famille des Zingiberaceae endémique aux Philippines.

## Liste d'espèces
Selon World Checklist of Selected Plant Families (WCSP) (20 juil. 2010)
- Leptosolena haenkei C.Presl (1827)

Selon NCBI (20 juil. 2010)
- Leptosolena haenkei

## Espèces aux noms synonymes, obsolètes et leurs taxons de référence
Selon World Checklist of Selected Plant Families (WCSP) (20 sept 2011) :
- Leptosolena auriculata Elmer, (1939), pro syn. = Leptosolena haenkei C.Presl (1827)
- Leptosolena insignis Ridl., (1905) = Leptosolena haenkei C.Presl (1827)